# Ottone IV di Ravensberg
Ottone di Calvelage in tedesco: Otto IV. (Ravensberg) (1274 circa – 25 febbraio 1328) è stato conte di Ravensberg, dal 1306 alla sua morte.

## Origine
Ottone, secondo il Zeitschrift für vaterländische Geschichte und Altertumskunde, Volume 1, era il figlio quintogenito (maschio terzogenito) del conte di Ravensberg, Ottone III e della moglie, Edvige di Lippe, figlia di Bernardo di Lippe e Sofia di Amsberg, come ci viene confermato dal documento n° n° XLIX del Diplomatische Geschichte der alten Grafen von Ravensberg.

Ottone III di Ravensberg, secondo il Zeitschrift für vaterländische Geschichte und Altertumskunde, Volume 1, era il figlio primogenito del conte di Ravensberg, Ludovico e della moglie, Adelaide di Dassel, figlia del conte Adolfo di Dassel e della moglie Adelaide di Schwarzburg.

## Biografia
Ottone lo troviamo citato, per la prima volta, assieme ad altri fratelli, nel 1275, quando, suo padre Ottone III e la madre Edvige (Otto comes, Hattewige comitissa in Ravensberghe), secondo il documento n° LVI del Diplomatische Geschichte der alten Grafen von Ravensberg, intervennero per la chiesa di Santa Maria Vergine di Rulle, con il consenso dei figli (heredibus nostris Hermanno scil. et Ottone, Lothewico et Bernardo et filiabus Sophia et Alheide).
Lo troviamo ancora citato assieme ai fratelli, nel 1276, quando suo padre, Ottone III, secondo il Die Urkunden des Bisthums Münster von 1201-1300, band III fece una vendita alla città di Beckum, col consenso del fratello, Ludovico, della moglie Edvige e dei figli (fratris nostri domini Ludewici ecclesie sancti Johannis Osnaburgensis prepositi nec non uxoris nostre Hathewigis, heredum nostrorum Hermanni, Ludewici, Ottonis, Bernhardi, Jutte, Ode et Sophie).
Ottone viene ancora citato, assieme ai fratelli, nel documento n° LXVIII del Diplomatische Geschichte der alten Grafen von Ravensberg, datato 14 luglio 1293, quando suo padre, Ottone III, con sua madre Edvige (Otto comes et Hadewigis comitissa de Ravensbergh), col consenso dei figli (Hermannus prepositus Tungrensis, Otto canonicus Osnaburgensis, Lodewicus et Bernardus fratres predictorum comitis et comitisse filii heredesque) confermarono i privilegi al monastero di Bielefeld, l'attuale Neustädter Marienkirche, e fu stabilito che dovevano essere ammessi almeno 12 canoni e la legge sul patrocinio passò al conte di Ravensberg.
Suo padre, Ottone III morì nel 1306, il 25 marzo, come ci conferma il Necrologium Marienfeldense del Denkmäler alter Sprache und Kunst, Volume 2.
Ottone, che aveva intrapreso la carriera clericale ed era divenuto canonico di Osnabrück nel 1293 e canonico di Münster il 24 ottobre 1301, dopo la morte del padre, tornò allo stato secolare e gli succedette come Ottone IV Conte di Ravensberg.
Secondo il documento n° VII del Zeitschrift für vaterländische Geschichte und Altertumskunde, Volume 1, Ottone, nel gennaio 1312, compare come conte di Ravensberg (Otto comes de Ravensberg) in una compravendita.
Ottone, negli anni seguenti, compare ancora in alcuni documenti del Diplomatische Geschichte der alten Grafen von Ravensberg, assieme a moglie e figlie:
- il n° XCIV, del maggio 1323[11];
- il n° XCV, del marzo 1325[12];
- il n° XCVI, del luglio 1325[13];

Ottone (Otto nobilis vir comes in Ravensberg) compare per l'ultima volta nel documento XCIX del febbraio 1328 del Diplomatische Geschichte der alten Grafen von Ravensberg e, come ci viene confermato dal Zeitschrift für vaterländische Geschichte und Altertumskunde, Volume 1, morì il 20 febbraio di quello stesso anno. Gli succedette il fratello, Bernardo, che nel documento n° CV del Diplomatische Geschichte der alten Grafen von Ravensberg viene citato come conte di Ravensberg (Bernhardum comitem de Ravensberghe).

## Matrimonio e figli
Verso il 1313, Ottone, come ci viene confermato dal Zeitschrift für vaterländische Geschichte und Altertumskunde, Volume 1, aveva sposato Margherita di Berg-Windeck, figlia del signore di Windeck, Enrico di Berg-Windeck e Agnese di Mark; la conferma che Margherita, nel 1316, era sua moglie (Margarete domine et uxoris mee), ci viene data sia dal documento n° LXXXVI del Diplomatische Geschichte der alten Grafen von Ravensberg, datato 1316,, che dal documento n° VII del Zeitschrift für vaterländische Geschichte und Altertumskunde, Volume 1, Ottone, nel gennaio 1312, compare come conte di Ravensberg (Otto comes de Ravensberg) in una compravendita.

Ottone da Margherita ebbe due figlie:
- Edvige[1] († 5 dicembre 1336), che sposò il duca Guglielmo II di Brunswick-Lüneburg, come ci viene confermato dal documento CII del Diplomatische Geschichte der alten Grafen von Ravensberg (Hadewigis ducisse de Luneborg)[22];
- Margherita (1320 circa - † 13 febbraio 1389), che, nel 1344, sposò Gerardo di Berg, futuro conte di Berg, come ci viene confermato dal Ravensberger Regesten (Bielefeld), Vol. I (non consultato)[20].

### Fonti primarie
- (LA)  #ES Westfälisches Urkunden-Buch, band III: Die Urkunden des Bisthums Münster von 1201-1300.
- (LA)  #ES Denkmäler alter Sprache und Kunst, Volume 2.
- (LA)  #ES Diplomatische Geschichte der alten Grafen von Ravensberg.

### Letteratura storiografica
- (DE)  (LA)  #ES Zeitschrift für vaterländische Geschichte und Altertumskunde, Volume 1